# Magnificent Glorification of Lucifer
Magnificent Glorification of Lucifer ist das dritte Album der kolumbianisch-US-amerikanischen Metal-Band Inquisition.

## Entstehung
Als „Appetitanreger“ für das Album Magnificent Glorification of Lucifer wurde 2004 die auf 500 Exemplare limitierte EP Unholy Inquisition Rites veröffentlicht, die Rohversionen der später auf dem Album veröffentlichten Stücke Crush the Jewish Prophet und Impaled by the Cryptic Horns of Baphomet sowie eine im Februar 2004 eingespielte Proberaumaufnahme von Baptized in Black Goat Blood und eine Live-Version des auf dem zweiten Album Invoking the Majestic Throne of Satan veröffentlichten Lieds Imperial Hymn for Our Master Satan, aufgenommen in Bitterfeld im Dezember 2001, wo die Band im Rahmen einer Tournee mit Godless North, Krieg und Secrets of the Moon spielte.
Magnificent Glorification of Lucifer wurde im Juni und Juli 2004 in den Sonorous Studios in Seattle, Washington, aufgenommen und abgemischt; für die Abmischung war der Toningenieur Jeremy Edwardson zuständig, für das Mastering Mark Gunther. Das Ritual Praise betitelte Gemälde, das die Band als Cover verwandte, und die Gestaltung des Albums stammen von AntiChristian Kramer von Satanic Skinhead Propaganda, die Photographien von Maily Fernandez Weirbach. Das Album wurde 2004 über No Colours Records auf CD und LP und über Sylphorium Records als Audiokassette veröffentlicht.

## Titelliste
1. Baptized in Black Goat Blood – 03:37
2. Crush the Jewish Prophet – 02:54
3. Under the Black Inverted Pentagram – 05:09
4. Of Blood and Darkness We Are Born – 04:27
5. Dark Mutilation Rites – 04:07
6. Magnificent Glorification of Lucifer – 04:19
7. Impaled by the Cryptic Horns of Baphomet – 03:18
8. We Summon the Winds of Fire (For the Burning of All Holiness) – 04:15
9. Eternal Loyalty to Our Lord Satan – 05:19
10. Outro – 13:45

## Musikstil und Texte
Die Musik ist nach wie vor im Stil gehalten, der seit dem Debütalbum Into the Infernal Regions of the Ancient Cult typisch für die Band ist. Es haben keine drastischen stilistischen Änderungen stattgefunden, die Musik ist allerdings „bei aller Brutalität etappenweise etwas ruhiger, sphärischer und im Ganzen betrachtet abwechslungsreicher geworden“. Die Band kombiniert Black- und Heavy-Metal-Riffing, die Stücke sind repetitiv und simpel gehalten Charakteristisch ist ein „kehliger, gepresster Sprechgesang, der in der gesamten Szene sowohl technisch als auch atmosphärisch seines Gleichen sucht“.
Die Texte handeln von Themen wie Tieropfern, dem Kampf gegen Jesus Christus, Anrufungen Satans, Selbstverstümmelung in dessen Namen und der Verehrung Luzifers.

## Kritiken
Brandon Stosuy von Pitchfork Media lobte das Album; es bringe „wirklich den Satanismus zurück in den Black Metal“. Die Musik sei „verdammt grimmig, die Definition von monolithisch“. T. DePalma von Chronicles of Chaos hingegen meinte, die Formel der Band habe in der Vergangenheit funktioniert und werde in Zukunft wieder funktionieren, aber nicht auf diesem Album. Er bevorzuge die rohen Mixe der besseren Stücke auf der EP Unholy Inquisition Rites. Stéphane von Guts of Darkness zufolge strotzte die Band vor Kreativität; wenngleich die Stilelemente dieselben geblieben seien, erhebe sich das Werk doch über seine Vorgänger. Karsten Heim von Metalnews zufolge konnte die Band ihr voriges Album Invoking the Majestic Throne of Satan nicht übertreffen, „und es wäre auch kaum denkbar gewesen. Muss man jenes Stück inbrünstiger Satansanbetung doch als Meilenstein des Black Metal bezeichnen. Doch das heißt nicht, dass ‚Magnificent…‘ kein gutes Album geworden wäre!“ Die Band schaffe es, „eine Melodie, die man bei jeder anderen Band als rockig, ja lebensbejahend bezeichnen müsste, derartig ins Diabolische zu pervertieren wie beim hymnischen Midtempo-Stück ‚Of Blood…‘ […] Was dem Album im Vergleich zum Vorgänger jedoch fehlt, sind die wirklich ganz herausragenden Nummern. Eben die angesprochenen, genial-perversen Melodien, die ‚Invoking…‘ zu einem solch einmaligen Werk gemacht haben, sind auf vorliegendem Album etwas in den Hintergrund geraten bzw. nicht ganz so durchschlagskräftig.“